# NGC 538
NGC 538 (również PGC 5275 lub UGC 991) – galaktyka spiralna (Sab), znajdująca się w gwiazdozbiorze Wieloryba. Odkrył ją Lewis A. Swift 20 listopada 1886 roku.